# Васильсурская крепость
Васильсурская крепость — основанная в 1523 году русская крепость на правом берегу Волги в устье Суры, историческое ядро Васильсурска. Согласно летописи, государь и великий князь Василий III, ведший в эти годы войну с Казанским ханством, велел поставить новый город в стратегическом месте, позволявшем наблюдать за двумя реками.

## Описание

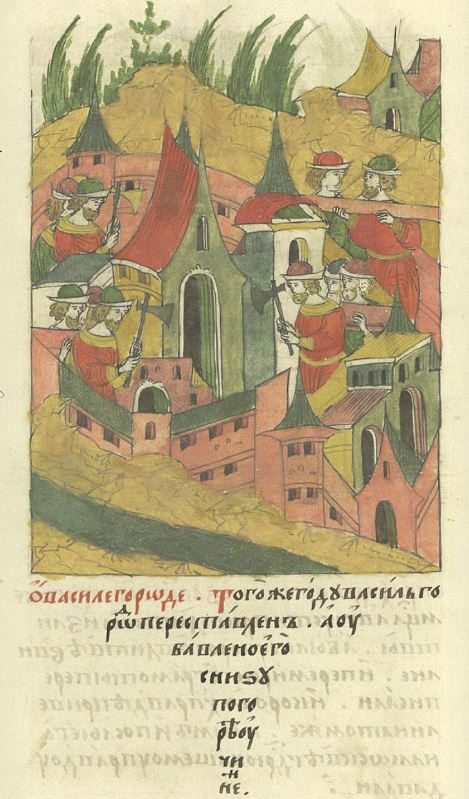
«Того же года Василь город переставлен, а убавлено его снизу, по горе учинен» (1557)

От Васильсурской крепости не осталось почти никаких следов, сведения о её характеристиках относительно скудны. По данным Николая Карамзина и краеведов XIX века, первоначально крепость находилась в подгорной части современного Васильсурска. Игорь Кирьянов считал, что это несовместимо с военно-инженерными требованиями к крепости и что она изначально была возведена на горе. Однако в Лицевом летописном своде есть запись под 1557 годом о переносе крепости с низа на гору. По сохранившимся описаниям первой половины XIX века, крепость имела форму несколько неправильного прямоугольника размером 605x441 м, то есть её периметр составлял более 2000 м. Одна длинная стороны крепости примыкала к гребню горы, три другие выходили в поле. Невысокий вал усиливался рвом, окаймлявшим всю территорию крепости. Предполагается, что у крепости было двое ворот — у выхода на Казанский тракт и на месте въезда с неё снизу, от берега реки.
Значительные размеры крепости связаны с тем, что при необходимости она должна была служить лагерем и складским пунктом для русских ратей, направлявшихся на Казань. Итальянский путешественник Рафаэль Барберини, описывавший её, назвал её каменной. Эта ошибочная характеристика может указывать на то, что крепость была обмазана глиной и побелена, из-за чего издалека действительно казалась каменной.

## История
Непосредственным поводом к основанию Васильсурской крепости стало выступление антимосковской партии в Казани, которая убила русского посла Василия Поджогина и более тысячи русских купцов, пребывавших на ярмарке. В ответ на это оскорбление Василий III послал на Казань судовую и сухопутную рать под началом князей Андрея Горбатого-Шуйского и Василия Шуйского. Это войско не дошло до Казани, но основало на правом берегу Суры, которая долгое время являлась границей между обоими государствами, новую крепость, окрестив её Васильев город на Суре (также Васильев Новгород) и оставив в ней мощный гарнизон. Об основании крепости Basilowgorod и бурной реакции на это событие казанской стороны писал Сигизмунд Герберштейн. 
Согласно преданиям, русские основали крепость на месте марийского городка Цепель. Тогда как сам топоним никогда не был марийским, предания об основании Васильгорода на месте марийского поселения все же имеют под собой реальную почву.
До возникновения Свияжска  в 1551 году Васильсурская крепость имела первостепенное значение как восточный форпост Руси на Волге. Русские воины активно расширяли засурский плацдарм, вскоре покорив земли Казанского ханства вплоть до Цивили. Васильсурская крепость стала в этот период операционной базой и военно-административным центром Поволжья. Вместе с тем, существует точка зрения, согласно которой Васильсурская крепость не оправдала тех надежд в наступательном и оборонительном смыслах, которые на неё возлагали в Москве.
В 1530-х годах в связи с политической нестабильностью в Москве, казанцы предприняли ряд опустошительных походов на Русь. Есть основания полагать, что в этот период пала и Васильсурская крепость, поскольку в 1556 она обновлялась. Согласно другой версии, обновление крепости стало результатом оползня или мощного наводнения. В связи с падением Казани в 1552 году значение Васильсурска снизилось. В крепости и образовавшемся под горой посаде проживали служилые люди — стрельцы, пушкари, дети боярские, а также промысловики (преимущественно рыбаки), ремесленники и торговцы. Согласно одной из версий, крепость была уничтожена пожаром на рубеже XVI и XVII веков и больше не восстанавливалась. Причиной этому могли статьи и хозяйственные неудобства, связанные со снабжением крепости на горе. Однако Васильсурск и в дальнейшем продолжал иметь небольшой гарнизон.